# Hjalmar Schacht
Hjalmar Schacht (nascido Horace Greeley Hjalmar Schacht; Tinglev, 22 de janeiro de 1877 – Munique, 3 de junho de 1970) foi um economista, banqueiro, político de centro-direita alemão e cofundador do Partido Democrático Alemão. Ele serviu como Comissário Monetário e Presidente do Reichsbank durante a República de Weimar. Ele foi um crítico feroz das obrigações de reparações de seu país após a Primeira Guerra Mundial. Ele também foi fundamental na ajuda à criação do grupo de industriais e proprietários de terras alemães que pressionou Hindenburg a nomear o primeiro governo liderado pelo NSDAP.
Serviu no governo de Adolf Hitler como Presidente do Banco Central (Reichsbank) 1933–1939 e como Ministro da Economia (agosto de 1934 – novembro de 1937).
Embora Schacht tenha sido durante algum tempo festejado pelo seu papel no "milagre econômico" alemão, ele opôs-se a elementos da política de rearmamento alemão de Hitler, na medida em que violava o Tratado de Versalhes e (na sua opinião) perturbava a economia alemã. Suas opiniões a esse respeito levaram Schacht a entrar em conflito com Hitler e, principalmente, com Hermann Göring. Ele renunciou ao cargo de presidente do Reichsbank em janeiro de 1939. Permaneceu como Ministro sem pasta, recebendo o mesmo salário, até deixar o governo em janeiro de 1943.
Schacht foi julgado em Nuremberg, mas foi totalmente absolvido apesar das objeções soviéticas. Mais tarde, um tribunal de desnazificação alemão condenou-o a oito anos de trabalhos forçados, o que também foi anulado em recurso.

## Biografia
Schacht nasceu em Tingleff, Prússia, Império Alemão (atual Dinamarca) filho de William Leonhard Ludwig Maximillian Schacht e da Baronesa Constanze Justine Sophie von Eggers, natural da Dinamarca. Seus pais, que passaram anos nos Estados Unidos, decidiram originalmente pelo nome Horace Greeley Schacht, em homenagem ao jornalista americano Horace Greeley. No entanto, cederam à insistência da avó da família Schacht, que acreditava firmemente que o nome de batismo da criança deveria ser dinamarquês. Depois de completar seu Abitur na Gelehrtenschule des Johanneums, Schacht estudou medicina, filologia, ciência política e finanças nas Universidades de Munique, Leipzig, Berlim, Paris e Kiel antes de obter um doutorado em Kiel em 1899 - sua tese foi sobre mercantilismo.
Ele ingressou no Dresdner Bank em 1903. Em 1905, durante uma viagem de negócios aos Estados Unidos com membros do conselho do Dresdner Bank, Schacht conheceu o famoso banqueiro americano John Pierpont Morgan, bem como o presidente dos EUA Theodore Roosevelt. Tornou-se vice-diretor do Dresdner Bank de 1908 a 1915. Ele era então membro do conselho do  Banco Nacional Alemão pelos próximos sete anos, até 1922, e após sua fusão com o Darmstädter und Nationalbank (Danatbank), membro do conselho do Danatbank.
Schacht era maçom, tendo ingressado na loja Urania zur Unsterblichkeit em 1908.
Durante a Primeira Guerra Mundial, Schacht foi designado para o estado-maior do General Karl von Lumm (1864-1930), o Comissário Bancário da Bélgica ocupada pelos alemães, para organizar o financiamento das compras da Alemanha na Bélgica. Foi sumariamente despedido pelo General von Lumm quando se descobriu que tinha utilizado o seu empregador anterior, o Banco Dresdner, para canalizar as remessas de notas de quase 500 milhões de francos de títulos nacionais belgas destinados a pagar as requisições.
Após a demissão de Schacht do serviço público, ele teve outra breve passagem pelo Dresdner Bank e, em seguida, vários cargos em outros bancos. Em 1923, Schacht candidatou-se e foi rejeitado para o cargo de chefe do Reichsbank, em grande parte como resultado de sua demissão do serviço de Lumm.
Durante a Revolução Alemã de 1918-1919, Schacht tornou-se um Vernunftrepublikaner que tinha reservas sobre o sistema democrático parlamentar da nova República de Weimar, mas o apoiou mesmo assim por razões pragmáticas. Ele ajudou a fundar o Partido Democrático Alemão (DDP), de esquerda liberal, que assumiu um papel de liderança na Coalizão de Weimar, no governo. No entanto, Schacht mais tarde tornou-se aliado de Gustav Stresemann, líder do Partido Popular Alemão (DVP), de centro-direita.

## Ascensão à presidência do Reichsbank

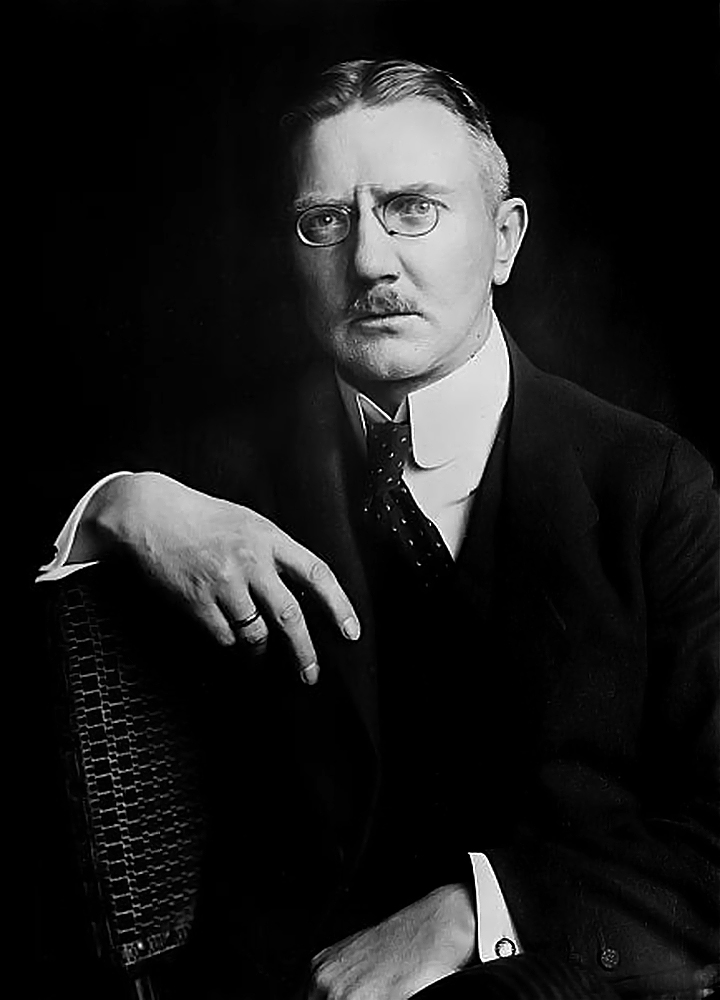
Retrato do Reichsbank

Apesar da mancha em seu histórico de serviço com von Lumm, em 12 de novembro de 1923, Schacht tornou-se comissário monetário da República de Weimar e participou da introdução do Rentenmark, uma nova moeda cujo valor era baseado em uma hipoteca. em todas as propriedades na Alemanha. A Alemanha entrou num breve período em que teve duas moedas distintas: o Reichsmark gerido por Rudolf Havenstein, presidente do Reichsbank, e o recém-criado Rentenmark gerido por Schacht. Havenstein morreu em 20 de novembro de 1923.
Em 22 de dezembro de 1923, depois que as políticas econômicas de Schacht ajudaram a combater a hiperinflação alemã e a estabilizar o Reichsmark alemão (Plano Helfferich), ele foi nomeado presidente do Reichsbank a pedido do presidente Friedrich Ebert e do chanceler Gustav Stresemann.
Em 1926, Schacht forneceu fundos para a formação da IG Farben. Ele colaborou com outros economistas proeminentes para formar o Plano Young de 1929 para modificar a forma como as reparações de guerra eram pagas depois que a Alemanha contraiu grandes dívidas externas no âmbito do Plano Dawes. Em dezembro de 1929, causou a queda do ministro das Finanças, Rudolf Hilferding, ao impor ao governo as condições para a obtenção de um empréstimo. Após modificações do governo de Hermann Müller no Plano Jovem durante a Segunda Conferência de Haia (janeiro de 1930), ele renunciou ao cargo de presidente do Reichsbank em 7 de março de 1930. Durante 1930, Schacht fez campanha contra a exigência de reparações de guerra nos Estados Unidos.
Schacht tornou-se amigo do Governador do Banco da Inglaterra, Montagu Norman, ambos homens pertencentes à Bolsa Anglo-Alemã e ao Banco de Compensações Internacionais. Norman era tão próximo da família Schacht que era padrinho de um dos netos de Schacht.

## Envolvimento com Partido Nazista e governo
Em 1926, Schacht deixou o cada vez menor DDP e começou a apoiar cada vez mais o Partido Nazista (NSDAP). Ele ficou desiludido com as políticas de Stresemann depois de acreditar que relações mais estreitas com os Estados Unidos não proporcionavam benefícios económicos, e depois de os seus esforços para negociar uma reaproximação com o Reino Unido, atrelando o Reichsmark à libra esterlina, terem falhado. A partir de 1929, ele criticou cada vez mais a política externa e financeira alemã desde 1924 e exigiu a restauração dos antigos territórios orientais e colônias ultramarinas da Alemanha. Schacht tornou-se mais próximo dos nazistas entre 1930 e 1932. Embora nunca tenha sido membro do NSDAP, Schacht ajudou a arrecadar fundos para o partido após se reunir com Adolf Hitler. Perto por um curto período do governo de Heinrich Brüning, Schacht mudou para a direita ao entrar na Frente Harzburg em outubro de 1931.
A desilusão de Schacht com o governo existente de Weimar não indicou uma mudança particular na sua filosofia geral, mas surgiu principalmente de duas questões:
- a sua objecção à inclusão de elementos do Partido Social Democrata no governo e ao efeito dos seus vários projetos de construção e criação de emprego nas despesas públicas e nos empréstimos (e o consequente enfraquecimento dos esforços anti-inflação do governo);[18]
- o seu desejo de ver a Alemanha retomar o seu lugar na cena internacional e o seu reconhecimento de que "à medida que as potências se tornaram mais envolvidas nos seus próprios problemas económicos em 1931 e 1932... um governo forte baseado num amplo movimento nacional poderia usar as condições existentes para recuperar a soberania e a igualdade da Alemanha como potência mundial."[19]

Schacht acreditava que se o governo alemão algum dia iniciasse uma reindustrialização e um rearmamento generalizados, apesar das restrições impostas pelas obrigações do tratado da Alemanha, isso teria que ser durante um período sem um consenso internacional claro entre as Grandes Potências.
Após as eleições de novembro de 1932, nas quais o NSDAP viu a sua quota de votos cair quatro pontos percentuais, Schacht e Wilhelm Keppler organizaram uma petição de líderes industriais e financeiros, a Industrielleneingabe (petição industrial), solicitando ao presidente Paul Von Hindenburg que nomeasse Adolf Hitler como Chanceler. Depois que Hitler assumiu o poder em janeiro de 1933, Schacht foi renomeado como presidente do Reichsbank em 17 de março.

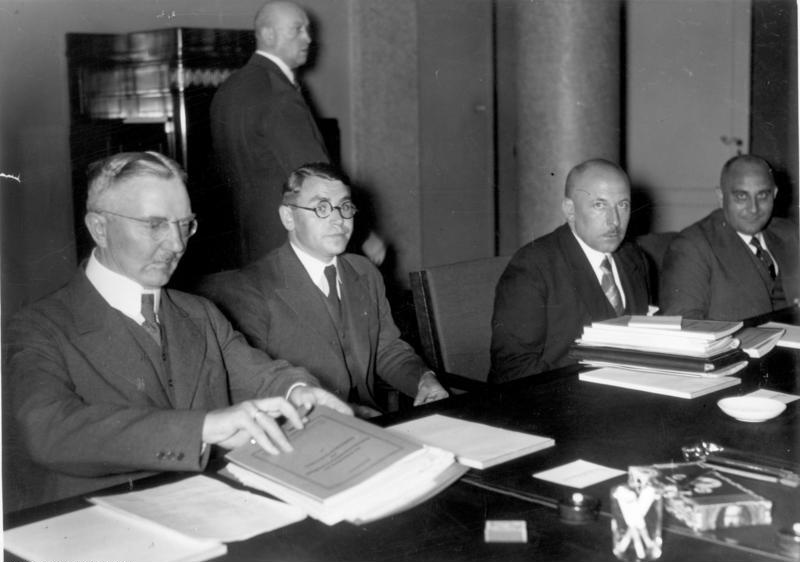
Schacht (à esquerda) em uma reunião da comissão de transferências do Reichsbank em 1934

Em 2 de agosto de 1934, quando Reich e o ministro da Economia da Prússia, Kurt Schmitt, tiraram uma licença médica prolongada, Hitler nomeou provisoriamente Schacht para assumir a gestão dos ministérios. A nomeação tornou-se permanente em 31 de janeiro de 1935, após a renúncia formal de Schmitt. Schacht apoiou programas de obras públicas, principalmente a construção de autobahnen (rodovias) para tentar aliviar o desemprego - políticas que foram instituídas na Alemanha pelo governo de Kurt von Schleicher no final de 1932 e que, por sua vez, influenciaram o New Deal de Franklin D. Roosevelt nos Estados Unidos. Mas anos mais tarde, Roosevelt pareceu "gostar" de recordar como o Dr. Schacht estava "chorando na sua secretária [de FDR] por causa do seu pobre país". Ele também introduziu o "Novo Plano", a tentativa da Alemanha de alcançar a "autarquia" econômica, em Setembro de 1934. A Alemanha acumulou um enorme défice de moeda estrangeira durante a Grande Depressão, que continuou nos primeiros anos do domínio nazi. Schacht negociou vários acordos comerciais com países da América do Sul e do sudeste da Europa, segundo os quais a Alemanha continuaria a receber matérias-primas, mas pagaria em marcos do Reich. Isto garantiu que o défice não pioraria, ao mesmo tempo que permitiu ao governo alemão lidar com a lacuna que já se tinha desenvolvido. Schacht também encontrou uma solução inovadora para o problema do défice governamental através da utilização de projetos de lei mefo.
Schacht também foi nomeado membro da Academia de Direito Alemão. Ele foi nomeado Plenipotenciário Geral para a Economia de Guerra em maio de 1935 por disposição da Lei de Defesa do Reich de 21 de maio de 1935 e foi premiado como membro honorário do NSDAP e do Crachá Dourado do Partido Nazi em janeiro de 1937.
Schacht discordou do que chamou de "atividades ilegais" contra a minoria judaica alemã e em agosto de 1935 fez um discurso denunciando os escritos de Julius Streicher e Streicher no jornal nazista Der Stürmer.

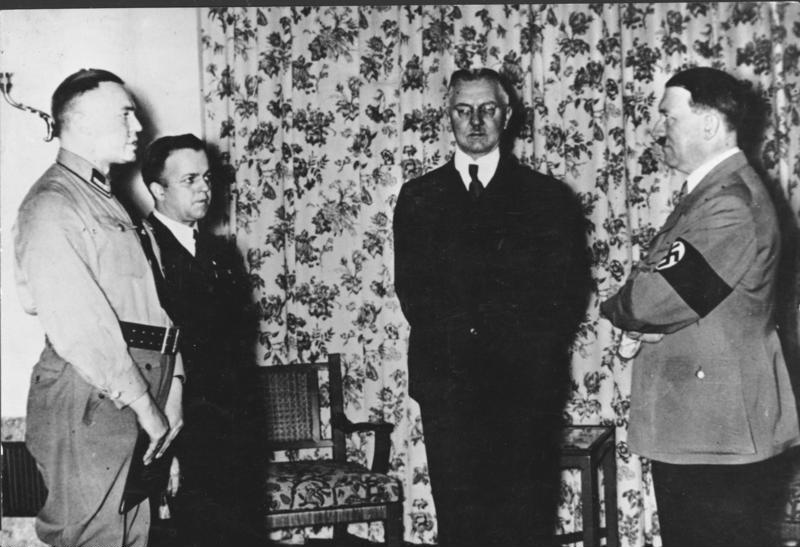
Schacht e Hitler em 1936

Durante a crise econômica de 1935-36, Schacht, juntamente com o Comissário de Preços Dr. Carl Friedrich Goerdeler, ajudou a liderar a facção do "mercado livre" no governo alemão. Exortaram Hitler a reduzir os gastos militares, a afastar-se das políticas autárquicas e proteccionistas e a reduzir o controlo estatal na economia. Schacht e Goerdeler foram combatidos por uma facção centrada em Hermann Göring. Göring foi nomeado "Plenipotenciário do Plano Quadrienal" em 18 de outubro de 1936, com amplos poderes que conflitavam com a autoridade de Schacht. Schacht opôs-se à continuação de elevados gastos militares, que ele acreditava que causariam inflação, entrando assim em conflito com Hitler e Göring.
Em 1937, Schacht reuniu-se com o Ministro das Finanças chinês, Dr. H. H. Kung. Schacht disse-lhe que “a amizade germano-chinesa resultou em boa parte da dura luta de ambos pela independência”. Kung disse: "A China considera a Alemanha seu melhor amigo... Espero e desejo que a Alemanha participe no apoio ao desenvolvimento futuro da China, à abertura das suas fontes de matérias-primas, à construção das suas indústrias e meios de transporte."
Em 26 de novembro de 1937, Schacht renunciou ao cargo de Ministro da Economia do Reich e da Prússia e como Plenipotenciário Geral, a pedido dele e de Göring. Ele estava cada vez mais insatisfeito com a ignorância quase total de Göring sobre economia e também estava preocupado com o facto de a Alemanha estar à beira da falência. Hitler, no entanto, sabia que a saída de Schacht causaria espanto fora da Alemanha e insistiu que ele permanecesse no gabinete como ministro sem pasta . Ele também foi nomeado membro do Conselho de Estado da Prússia. Ele permaneceu presidente do Reichsbank até que Hitler o demitiu em 20 de janeiro de 1939, e permaneceu como Reichsminister sem pasta, recebendo o mesmo salário, até ser totalmente demitido em 22 de janeiro de 1943.
Após a Kristallnacht de novembro de 1938, Schacht declarou publicamente sua repugnância pelos acontecimentos e sugeriu a Hitler que ele deveria usar outros meios se quisesse se livrar dos judeus. Ele apresentou um plano no qual as propriedades judaicas na Alemanha seriam mantidas sob custódia e usadas como garantia para empréstimos contraídos no exterior, que também seriam garantidos pelo governo alemão. Fundos seriam disponibilizados para emigrantes judeus, a fim de superar as objeções de países que hesitavam em aceitar judeus sem um tostão. Hitler aceitou a sugestão e autorizou-o a negociar com os seus contactos em Londres. Schacht, em seu livro The Magic of Money (1967), escreveu que Montagu Norman e Lord Bearstead, um judeu proeminente, reagiram favoravelmente, mas Chaim Weizmann, principal porta-voz da Federação Sionista Britânica, se opôs ao plano. Um componente do plano era que os judeus emigrados levariam consigo itens como máquinas ao deixar o país, como forma de aumentar as exportações alemãs. O Acordo Haavara semelhante, permitindo que os judeus alemães emigrassem para o Mandato Britânico da Palestina sob termos semelhantes, foi assinado em 1933.

## Atividades de resistência
Dizia-se que Schacht estava em contato com a resistência alemã ao nazismo já em 1934, embora naquela época ele ainda acreditasse que o regime nazista seguiria suas políticas. Em 1938, ele estava desiludido e era um participante ativo nos planos de um golpe de estado contra Hitler caso ele iniciasse uma guerra contra a Tchecoslováquia. Goerdeler, seu colega em 1935-36, foi o líder civil da resistência a Hitler. Schacht conversava frequentemente com Hans Gisevius, outra figura da resistência; quando a casa do organizador da resistência Theodor Strünck (um ponto de encontro frequente) foi bombardeada, Schacht permitiu que Strünck e sua esposa morassem em uma villa de sua propriedade. No entanto, Schacht permaneceu no governo e, depois de 1941, Schacht não participou ativamente em nenhuma resistência.
Ainda assim, no julgamento de desnazificação de Schacht (após a sua absolvição nos julgamentos de Nuremberg) foi declarado por um juiz que "Nenhum dos civis na resistência fez mais ou poderia ter feito mais do que Schacht realmente fez."
Após o atentado contra Hitler em 20 de julho de 1944, Schacht foi preso em 23 de julho. Ele foi enviado para Ravensbrück, depois para Flossenbürg, e finalmente para Dachau. No final de abril de 1945, ele e cerca de 140 outros presos proeminentes de Dachau foram transferidos para o Tirol pelas SS, que os deixaram lá. Eles foram libertados pelo Quinto Exército dos EUA em 5 de maio de 1945 em Niederdorf, Tirol do Sul, Dolomitas, Itália.

## Pós-guerra

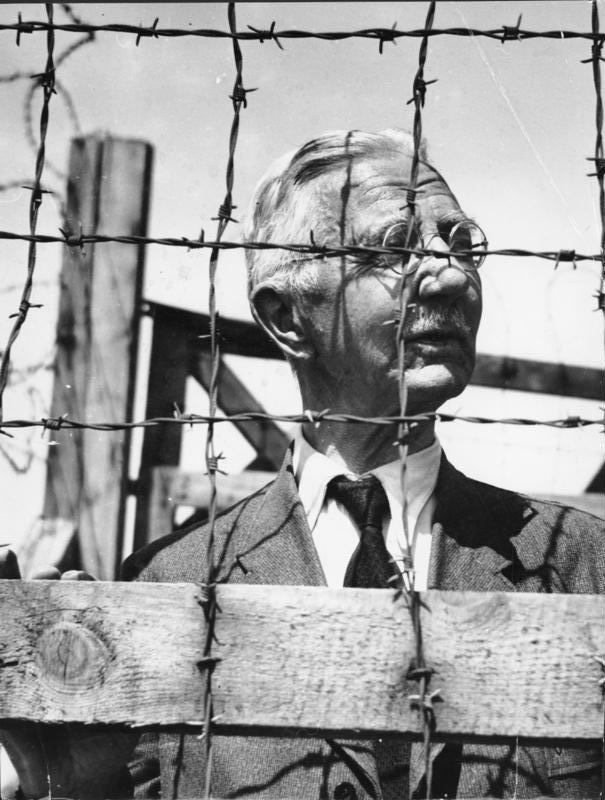
Schacht em um campo de internamento aliado, 1945

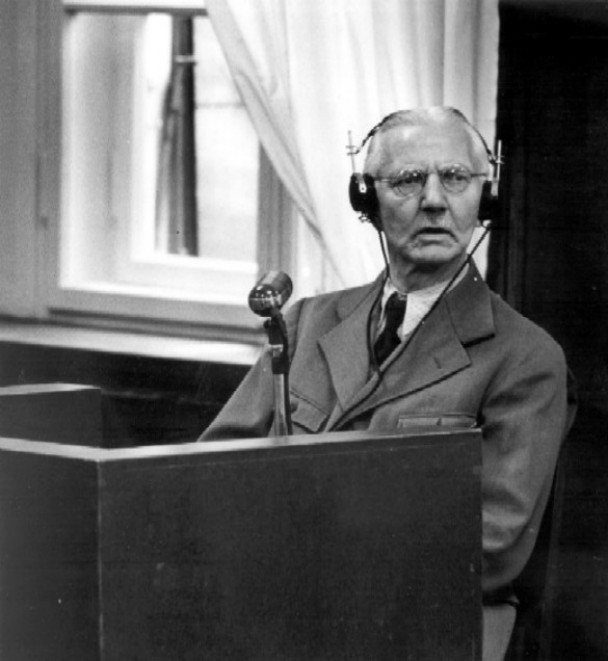
Schacht nos Julgamentos de Nuremberga

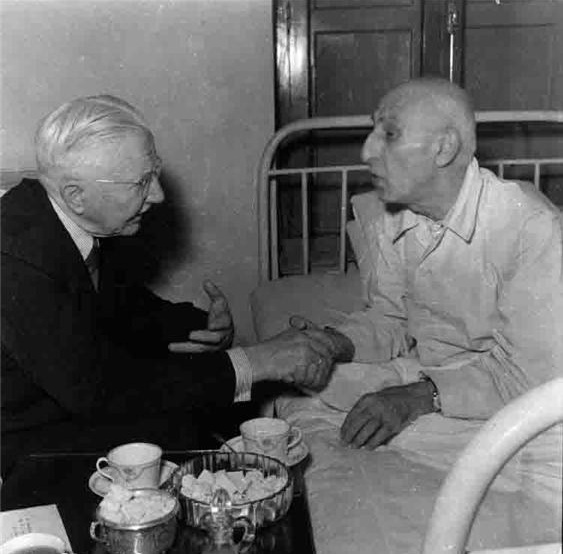
Schacht (à esquerda) com Mohammad Mosaddegh do Irã, 1952

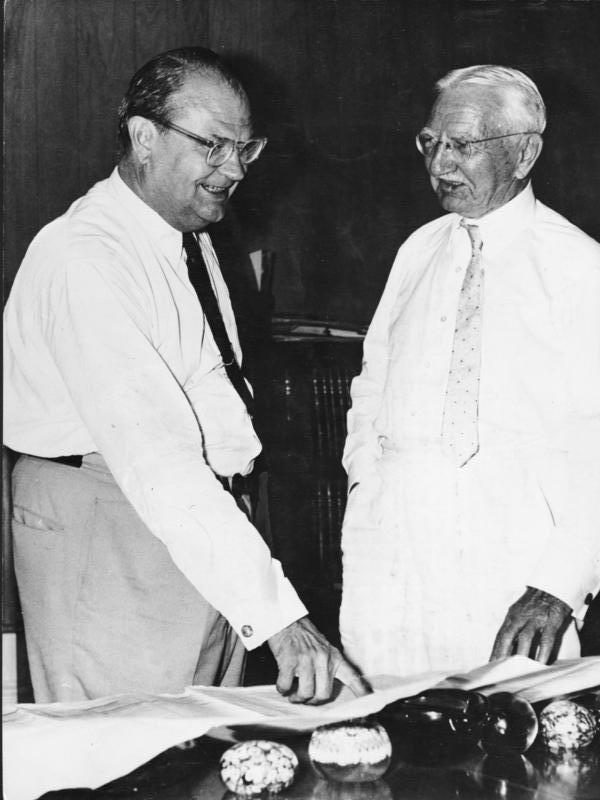
Schacht (à direita) com Stafford Sands, durante visita às Bahamas em 1962

Schacht apoiou a conquista do poder por Hitler e foi um importante funcionário do regime nazista. Assim, ele foi preso pelos Aliados em 1945. Ele foi levado a julgamento em Nuremberg por “conspiração” e “crimes contra a paz” (planejar e travar guerras de agressão), mas não por crimes de guerra ou crimes contra a humanidade.
Schacht se declarou inocente dessas acusações. Ele citou em sua defesa que havia perdido todo o poder oficial antes mesmo do início da guerra, que esteve em contato com líderes da Resistência como Hans Gisevius durante a guerra e que ele próprio foi detido e encarcerado em um campo de concentração.
Os seus defensores argumentaram que ele era apenas um patriota, tentando fortalecer a economia alemã. Além disso, Schacht não era membro do NSDAP e partilhava muito pouco da sua ideologia. Os juízes britânicos eram a favor da absolvição, enquanto os juízes soviéticos queriam condenar e executar. Os britânicos prevaleceram e Schacht foi absolvido em 1 de outubro de 1946. No entanto, num julgamento de desnazificação da Alemanha Ocidental, Schacht foi condenado a oito anos de trabalhos forçados. Ele foi libertado após recurso em 1948.
Em 1950, Juan Yarur Lolas, o fundador palestino do Banco de Crédito e Inversões e presidente da colônia árabe em Santiago, Chile, tentou contratar Schacht como "consultor financeiro" em conjunto com a comunidade germano-chilena. No entanto, o plano fracassou quando se tornou notícia. Serviu como consultor contratado de Aristóteles Onassis, um empresário grego, durante a década de 1950. Ele também aconselhou o governo indonésio em 1951, após convite do ministro da Economia, Sumitro Djojohadikusumo.
Em 1953, Schacht fundou um banco, o Deutsche Außenhandelsbank Schacht & Co., que dirigiu até 1963. Também prestou aconselhamento sobre economia e finanças a chefes de estado de países em desenvolvimento, em particular os países não-alinhados; no entanto, algumas de suas sugestões foram contestadas, uma das quais foi nas Filipinas pelo ex-chefe do Bangko Sentral ng Pilipinas Miguel Cuaderno, que rejeitou firmemente Schacht, afirmando que seus esquemas monetários dificilmente eram apropriados para uma economia que necessitava de investimento de capital na indústria básica e a infraestrutura.
Resultante indireto da fundação do banco, Schacht foi o demandante em um caso fundacional do direito alemão sobre o “direito geral da personalidade”. Uma revista publicou um artigo criticando Schacht, contendo diversas afirmações incorretas. Schacht primeiro solicitou que a revista publicasse uma correção e, quando a revista recusou, processou o editor por violação de seus direitos de personalidade. O tribunal distrital considerou o editor responsável civil e criminalmente; em recurso, o tribunal de recurso reverteu a condenação criminal, mas concluiu que o editor tinha violado o direito geral de personalidade de Schacht.
Schacht morreu em Munique, Alemanha Ocidental, em 3 de junho de 1970.

## Publicações
Schacht escreveu 27 livros durante sua vida: 
- 1926: Die Reichsgesetzgebung über Münz- und Notenbankwesen.
- 1926: Die Stabilisierung der Mark (ingl. 1927: The Stabilisation of the Mark, Londres: Allen & Unwin).
- 1926: Die Politik der Reichsbank.
- 1926: Neue Kolonialpolitik.
- 1927: Eigene oder geborgte Währung.
- 1930: Nicht reden, handeln! Deutschland, nimm Dein Schicksal selbst in die Hand!
- 1931: Das Ende der Reparationen.
- 1931: Das wirtschaftliche Deutschland und das Ausland.
- 1932: Grundsätze deutscher Wirtschaftspolitik.
- 1933: Zins oder Dividende? – Eine Frage an die Welt.
- 1935: Deutschland und die Weltwirtschaft.
- 1935: Die deutsche Aktienrechtsreform.
- 1936: Deutschlands Kolonialproblem.
- 1938: „Finanzwunder“ und „Neuer Plan“.
- 1948: Abrechnung mit Hitler.
- 1949: Mehr Geld, mehr Kapital, mehr Arbeit.
- 1953: 76 Jahre meines Lebens. (com Hans Rudolf Berndorff - Ghostwriter)
- 1956: Kreditpolitik und Exportfinanzierung von morgen.
- 1957: Kapitalmarkt-Politik.
- 1957: Kleine Bekenntnisse aus 80 Jahren (Coletânea de poemas próprios em impressão privada)
- 1960: Schluss mit der Inflation.
- 1961: Diplomatische Währungspolitik.
- 1965: In Sorge um die Deutsche Mark.
- 1966: Magie des Geldes.
- 1968: 1933. Wie eine Demokratie stirbt.
- 1968: Der theoretische Gehalt des englischen Merkantilismus.
- 1970: Die Politik der Deutschen Bundesbank.

## Curiosidades
- Gustave Gilbert, psicólogo do Exército americano, examinou os líderes nazistas que foram julgados em Nuremberg. Ele administrou uma versão alemã do teste de QI Wechsler-Bellevue. Schacht obteve 143 pontos, o mais alto entre os líderes testados, após ajuste para levar em conta sua idade.[45]
- Quando ele estabilizou a marco em 1923, o escritório de Schacht era o armário de uma ex-faxineira. Quando sua secretária, Fräulein Steffeck, foi posteriormente questionada sobre seu trabalho lá. Ela descreveu da seguinte forma:

O que ele fez? Sentou-se na cadeira e fumou no seu quartinho escuro, que ainda cheirava a panos de chão velhos. Ele leu cartas? Não, ele não leu nenhuma carta. Ele escreveu cartas? Não, ele não escreveu nenhuma carta. Ele telefonava muito – telefonava para todas as direções e para todos os locais alemães ou estrangeiros que tivessem alguma coisa a ver com dinheiro e divisas, bem como com o Reichsbank e o Ministro das Finanças. E ele fumou. Não comemos muito durante esse período. Geralmente voltávamos para casa tarde, muitas vezes no último trem suburbano, viajando na terceira classe. Fora isso ele não fez nada.

## Representações na cultura popular
Hjalmar Schacht foi retratado pelos seguintes atores em produções de cinema, televisão e teatro;
- Felix Basch no filme de propaganda dos Estados Unidos de 1943, Mission to Moscow
- Władysław Hańcza no filme polonês de 1971, Epilogue at Nurnberg
- James Bradford na Produção de TV Canadense/EUA de 2000, Nuremberg
- Stoyan Aleksiev no docudrama da televisão britânica de 2006 Nuremberg: Nazis on Trial

Hjalmar Schacht aparece nas seguintes obras de ficção:
- Em "The Pursuit of Love" (1945), de Nancy Mitford, Sir Leicester Kroesig é "levado para um passeio em uma Mercedes Benz pelo Doutor Schacht"
- Southern Victory Series, um épico de história alternativa de Harry Turtledove. Schacht faz participações no Volume 7: The Victorious Opposition, como Embaixador Alemão nos Estados Unidos.

Hjalmar Schacht aparece nas seguintes obras de não ficção:
No livro "Escape from Dauchau" de Cathe Mueller Solinin (2023)